# Cis-trans-selectiviteit

Voorstelling van de cis-selectiviteit bij de heterogene katalytische hydrogenering van een alkyn.

Cis-trans-selectiviteit of E/Z-selectiviteit is een vorm van chemische selectiviteit die verwijst naar het bij voorkeur vormen van een alkeen in de cis- dan wel trans-configuratie. De cis-configuratie (Z-configuratie) is minder bevoordeeld vanwege de nadelige sterische hindering die kan ondervonden worden tussen de substituenten op de dubbele binding; bij de trans-configuratie (E-configuratie) is dit niet het geval.
Bepaalde reacties zijn cis-selectief, zoals de katalytische hydrogenering van een drievoudige binding in een alkyn met behulp van de Lindlar-katalysator. De selectiviteit wordt verkregen door het katalysatoroppervlak met bepaalde verbindingen te vergiftigen: de twee waterstofatomen worden op die manier aan dezelfde zijde van de drievoudige binding gekoppeld, zodat het cis-alkeen ontstaat. Doordat de katalysator vergiftigd is, wordt verdere reductie van het alkeen tot het alkaan tegengegaan.
Een Wittig-reactie met aldehyden of asymmetrische ketonen is doorgaan ook cis-selectief. Verder wordt bij de alkeenmetathese (zoals met rutheniumkatalysatoren) ook een bepaalde mate van cis-trans-selectiviteit waargenomen.